# کونیگسلوتر
شهر کونیگزلوتر (به آلمانی: Königslutter) در ایالت نیدرزاکسن در کشور آلمان واقع شده‌است.